# 吴碧霞
吳碧霞（1975年7月23日—），女，汉族，湖南常德人，中国大陆女高音歌唱家，中国音乐学院教授，曾任中国音乐家协会理事。

## 生平
毕业于中国音乐学院，硕士学位，师从邹文琴、金铁霖、郭淑珍教授，花腔女高音。2008年，当选为第十一届全国人大代表。2013年，当选为第十二届全国人大代表。2018年1月，当选为第十三届全国政协委员。

## 家庭
- 父亲：王华安，花鼓戏演员，
- 母亲：吴秀英，花鼓戏演员
- 丈夫：邵琼，吴碧霞的大学校友
- 女儿：小名“春天”，2014年出生[4]